# ميل ساج
ميل ساج (بالإنجليزية: Mel Sage)‏ هو لاعب كرة قدم بريطاني في مركز الدفاع، ولد في 24 مارس 1964 في Gillingham, Kent ‏ في المملكة المتحدة. لعب مع ديربي كاونتي ونادي غيلينغهام.